# Ginka Boycheva-Zagorcheva
Ginka Boycheva-Zagorcheva (Bulgaria, 12 de abril de 1958) fue una atleta búlgara, especializada en la prueba de 100 m vallas en la que llegó a ser medallista de bronce mundial en 1983.

## Carrera deportiva
En el Mundial de Helsinki 1983 ganó la medalla de bronce en los 100 metros vallas, corriéndolos en un tiempo de 12.62 segundos, tras las alemanas Bettine Jahn y Kerstin Claus-Knabe (plata).